# Jerry Cornes
Jerry Cornes, właśc. John Frederick Cornes (ur. 23 marca 1910 w Dardżylingu, zm. 19 czerwca 2001 w Winchesterze) – brytyjski lekkoatleta (średniodystansowiec), wicemistrz olimpijski z 1932.
Urodził się w Indiach, w rodzinie brytyjskiego urzędnika kolonialnego (sędziego). Studiował na Uniwersytecie Oksfordzkim w Corpus Christi College, który ukończył w 1932.
Jako reprezentant Anglii zdobył brązowy medal w biegu na milę podczas igrzysk Imperium Brytyjskiego w 1930 w Hamilton.
Podczas meczu międzypaństwowego Niemcy–Wielka Brytania w 1931 brytyjska sztafeta 4 × 1500 metrów w składzie Aubrey Harris, Harry Hedges, Cornes oraz Reg Thomas ustanowiła wynikiem 15:55,6 rekord świata w tej konkurencji.
Na igrzyskach olimpijskich w 1932 w Los Angeles zdobył srebrny medal w biegu na 1500 metrów za Luigim Beccalim z Włoch, a przed Philem Edwardsem z Kanady. Ustanowił wówczas rekord Wielkiej Brytanii czasem 3:52,6.
Ponownie zdobył brązowy medal w biegu na milę na igrzyskach Imperium Brytyjskiego w 1934 w Londynie. Zajął 6. miejsce w finale biegu na 1500 metrów na igrzyskach olimpijskich w 1936 w Berlinie, gdzie poprawił swój rekord Wielkiej Brytanii wynikiem 3:51,4.
Cornes był mistrzem Wielkiej Brytanii (AAA) w biegu na milę w 1932.
Od 1932 pracował w brytyjskiej administracji kolonialnej, najpierw w Nigerii, a od 1937 w Palestynie. W 1946 powrócił do Wielkiej Brytanii i pracował jako nadzorca kursów administracji kolonialnej na Uniwersytecie Oksfordzkim. W 1953 opuścił Colonial Service i został właścicielem oraz dyrektorem prywatnej szkoły West Downs w Winchesterze, którą prowadził do przejścia na emeryturę w 1988.